# NGC 6453
NGC 6453 ist ein 37.800 Lichtjahre entfernter Kugelsternhaufen  im  Sternbild Skorpion. Der Sternhaufen wurde im Jahr 1837 von John Herschel mithilfe eines 18,7-Zoll-Teleskops entdeckt und später von Johan Dreyer in seinen New General Catalogue aufgenommen.